# جائزة اليابان الكبرى 2001
جائزة اليابان الكبرى 2001 (بالإنجليزية: 2001 Japanese Grand Prix) هو سباق فورمولا 1 أقيم بتاريخ 14 أكتوبر 2001 في حلبة سوزوكا، ميه، اليابان. كان السابع عشر من أصل 17 في بطولة العالم لسباقات الفورمولا واحد موسم 2001.